# Dolmen von Marie-Gaillard
Der Dolmen von Marie-Gaillard (auch les Teyssounières genannt) liegt im Norden des Waldes „Bois-del-Rey“ in Martiel im äußersten Westen des Département Aveyron in der Region Okzitanien in Frankreich. Dolmen ist in Frankreich der Oberbegriff für neolithische Megalithanlagen aller Art (siehe: Französische Nomenklatur).
Der runde Grabhügel hat etwa 15 m Durchmesser. Die offene Kammer ist etwa 2,2 m lang und 1,4 m breit. Die beiden 0,22 bis 0,3 m dicken Tragsteine sind 2,9 × 1,0 m und 2,1 × 1,2 m groß. Der nur 0,1 m dicke Endstein misst 1,0 × 0,8 m. Der 0,5 m starke Deckstein misst etwa 3,0 × 2,3 m.
Trockenmauerwerk am Boden der Kammer, das einem Herd ähnelt, ist wahrscheinlich das Ergebnis einer neueren Verwendung der Kammer als Unterschlupf. Nach Émile Cartailhac wurde der Dolmen 1885 von Thomas Wilson, US-Konsul in Nizza, ausgegraben, aber die Beschreibung, die Wilson 1885 in einem Brief an Cartailhac übermittelt, entspricht nicht dem Dolmen von Marie-Gaillard.
Objekte der Ausgrabung sind bei der Smithsonian Institution in Washington, D.C. erhalten.
In der Nähe liegen die Dolmen du Bois del Rey un Dolmen du Bois de Galtier. Die Dolmen im Aveyron treten oft in Gruppen auf und 92 % aller Dolmen wurden aus Kalksteinplatten errichtet.